# Platycheirus latimanus
Platycheirus latimanus là một loài ruồi trong họ Ruồi giả ong (Syrphidae). Loài này được Wahlberg mô tả khoa học đầu tiên năm 1844. Platycheirus latimanus phân bố ở vùng Cổ Bắc giới